# Millennium Estoril Open 2019 - Doppio
Kyle Edmund e Cameron Norrie erano i detentori del titolo, ma non hanno preso parte a questa edizione del torneo.
Jérémy Chardy e Fabrice Martin hanno sconfitto in finale Luke Bambridge e Jonny O'Mara con il punteggio di 7-5, 7–6(3).

## Teste di serie
1. Rajeev Ram /  Joe Salisbury (primo turno)
2. Ben McLachlan /  Matwé Middelkoop (primo turno)

1. Leonardo Mayer /  João Sousa (quarti di finale)
2. Marcus Daniell /  Wesley Koolhof (semifinale)

## Riserve
1. Guido Andreozzi /  Hugo Dellien (quarti di finale)

1. Tiago Cação /  Frederico Gil (primo turno)

## Wildcard
1. Gastão Elias /  Pedro Sousa (ritirati)

1. João Domingues /  Pedro Martínez (primo turno)

## Tabellone

### Legenda
| - Q = Qualificato - WC = Wild card - LL = Lucky loser | - ALT = Alternate - SE = Special Exempt - PR = Protected Ranking | - w/o = Walkover - r = Ritirato - d = Squalificato |

|  | Primo turno           | Primo turno              | Primo turno              | Primo turno          | Primo turno |  |  | Quarti di finale   | Quarti di finale      | Quarti di finale      | Quarti di finale     | Quarti di finale     |    |     | Semifinali           | Semifinali           | Semifinali           | Semifinali           | Semifinali           |   |    | Finale | Finale | Finale | Finale | Finale |  |
|  |                       |                          |                          |                      |             |  |  |                    |                       |                       |                      |                      |    |     |                      |                      |                      |                      |                      |   |    |        |        |        |        |        |  |
|  | 1                     | R Ram J Salisbury        | 6                        | 5                    | [7]         |  |  |                    |                       |                       |                      |                      |    |     |                      |                      |                      |                      |                      |   |    |        |        |        |        |        |  |
|  |                       | G Durán M González       | 3                        | 7                    | [10]        |  |  | G Durán M González | G Durán M González    | 6                     | 3                    | [7]                  |    |     |                      |                      |                      |                      |                      |   |    |        |        |        |        |        |  |
|  | S Bolelli R Lindstedt | S Bolelli R Lindstedt    | 7                        | 63                   | [7]         |  |  | J Chardy F Martin  | J Chardy F Martin     | 4                     | 6                    | [10]                 |    |     |                      |                      |                      |                      |                      |   |    |        |        |        |        |        |  |
|  | J Chardy F Martin     | J Chardy F Martin        | 64                       | 7                    | [10]        |  |  |                    |                       |                       |                      |                      |    |     |                      | J Chardy F Martin    | 3                    | 7                    | [10]                 |   |    |        |        |        |        |        |  |
|  | 4                     | M Daniell W Koolhof      | 6                        | 3                    | [10]        |  |  |                    |                       | 4                     | M Daniell W Koolhof  | 6                    | 65 | [8] |                      |                      |                      |                      |                      |   |    |        |        |        |        |        |  |
|  | Alt                   | T Cação F Gil            | 3                        | 6                    | [4]         |  |  | 4                  | M Daniell W Koolhof   | 7                     | 4                    | [10]                 |    |     |                      |                      |                      |                      |                      |   |    |        |        |        |        |        |  |
|  | WC                    | J Domingues P Martínez   | 2                        | 6                    | [6]         |  |  |                    | P Cuevas J-J Rojer    | 68                    | 6                    | [7]                  |    |     |                      |                      |                      |                      |                      |   |    |        |        |        |        |        |  |
|  |                       | P Cuevas J-J Rojer       | 6                        | 3                    | [10]        |  |  |                    |                       |                       |                      |                      |    |     | J Chardy F Martin    | J Chardy F Martin    | J Chardy F Martin    | 7                    | 7                    |   |    |        |        |        |        |        |  |
|  |                       | L Bambridge J O'Mara     | 5                        | 6                    | [10]        |  |  |                    |                       |                       |                      |                      |    |     |                      |                      | L Bambridge J O'Mara | L Bambridge J O'Mara | L Bambridge J O'Mara | 5 | 63 |        |        |        |        |        |  |
|  | PR                    | D Lajović N Zimonjić     | 7                        | 0                    | [3]         |  |  |                    | L Bambridge J O'Mara  | L Bambridge J O'Mara  | 6                    | 6                    |    |     |                      |                      |                      |                      |                      |   |    |        |        |        |        |        |  |
|  |                       | S González A-u-H Qureshi | S González A-u-H Qureshi | 4                    | 4           |  |  | 3                  | L Mayer J Sousa       | L Mayer J Sousa       | 2                    | 1                    |    |     |                      |                      |                      |                      |                      |   |    |        |        |        |        |        |  |
|  | 3                     | L Mayer J Sousa          | L Mayer J Sousa          | 6                    | 6           |  |  |                    |                       |                       |                      |                      |    |     | L Bambridge J O'Mara | L Bambridge J O'Mara | L Bambridge J O'Mara | 6                    | 7                    |   |    |        |        |        |        |        |  |
|  | G Granollers M López  | G Granollers M López     | G Granollers M López     | G Granollers M López | w/o         |  |  |                    |                       | G Granollers M López  | G Granollers M López | G Granollers M López | 4  | 5   |                      |                      |                      |                      |                      |   |    |        |        |        |        |        |  |
|  | M McDonald R Opelka   | M McDonald R Opelka      | M McDonald R Opelka      | M McDonald R Opelka  |             |  |  |                    | G Granollers M López  | G Granollers M López  | 6                    | 7                    |    |     |                      |                      |                      |                      |                      |   |    |        |        |        |        |        |  |
|  | Alt                   | G Andreozzi H Dellien    | G Andreozzi H Dellien    | 6                    | 6           |  |  | Alt                | G Andreozzi H Dellien | G Andreozzi H Dellien | 4                    | 5                    |    |     |                      |                      |                      |                      |                      |   |    |        |        |        |        |        |  |
|  | 2                     | B McLachlan M Middelkoop | B McLachlan M Middelkoop | 3                    | 4           |  |  |                    |                       |                       |                      |                      |    |     |                      |                      |                      |                      |                      |   |    |        |        |        |        |        |  |